# Euxoa philippsi
Euxoa philippsi là một loài bướm đêm trong họ Noctuidae.